# Rasesa
Rasesa é uma vila localizada no distrito de Kgatleng em Botswana. Possuía, em 2011, uma população estimada de 3 933 habitantes.